# Маметчинська затока
Маметчинська затока — затока на східному березі Пенжинської губи Охотського моря між мисом Ноттатеєм (61°6′34.38″ пн. ш. 163°37′18.91″ сх. д. / 61.1095500° пн. ш. 163.6219194° сх. д.) і мисом Водоспадним (61°25′10.78″ пн. ш. 163°46′39.61″ сх. д. / 61.4196611° пн. ш. 163.7776694° сх. д.), що за 36 км на північ—північний схід від нього; територія Пенжинського району Камчатського краю Російської Федерації. 
Береги затоки переважно високі, круті, скелясті.